# Sameh Saeed
Sameh Saeed Mujbel Al-Mamoori (26 de maio de 1992) é um futebolista profissional iraquiano que atua como defensor.

## Carreira
Sameh Saeed representou a Seleção Iraquiana de Futebol na Copa da Ásia de 2015.